# Diplotaxodon limnothrissa
Diplotaxodon limnothrissa és una espècie de peix de la família dels cíclids i de l'ordre dels perciformes.

## Morfologia
- Els mascles poden assolir 15,4 cm de longitud total i 60 g de pes.[3][4]

## Hàbitat
Viu en zones de clima tropical entre 20-220 m de fondària.

## Distribució geogràfica
Es troba a Àfrica: llac Malawi.